# Bleesbruck
Bleesbruck (en luxemburguès: Bleesbréck; en alemany: Bleesbrück) és una vila de la comuna de Bettendorf situada al districte de Diekirch del cantó de Diekirch. La vila es troba a la confluència del riu Sauer amb el Blees.